# Alessandro (figlio di Poliperconte)
Alessandro (in greco antico: Ἀλέξανδρος?, Aléxandros, letteralmente "difensore degli uomini"; IV secolo a.C. – Sicione, 314 a.C.) è stato un militare macedone antico, figlio del reggente di Macedonia Poliperconte.

## Biografia
Alla morte di Antipatro (319 a.C.), stratego di Macedonia e reggente dell'impero di Alessandro Magno, il potere passò, per volontà del reggente defunto, al suo fidato amico e generale Poliperconte, suscitando la reazione e la ribellione del figlio di Antipatro Cassandro (che si aspettava di succedere al padre per motivi dinastici) e dei suoi sostenitori, alcuni dei quali controllavano diverse città della Grecia.
In particolare, Poliperconte, poco dopo essere entrato in carica (318 a.C.), inviò il figlio Alessandro a cercare di conquistare Atene, che in quel momento si trovava in mano a Nicanore, fedele a Cassandro. Dopo essere inizialmente riuscito a prendere il controllo della città, Alessandro dovette arrendersi e consegnare la città a Cassandro.
Successivamente (317 a.C.), Alessandro approfittò dell'assenza di Cassandro, rientrato in Macedonia dopo la cattura e l'assassinio di Filippo III Arrideo (del quale era guardia del corpo) e di Euridice II da parte di Olimpiade, alleata di Poliperconte, per prendere il controllo di Argo, di Ermione e di diverse città della Messenia. Al ritorno di Cassandro fu però sconfitto e dovette lasciare al nemico tutti i territori precedentemente occupati, con l'eccezione di Itome.
Dopo la definitiva vittoria di Cassandro su Poliperconte (316 a.C.), Alessandro dapprima si alleò con Antigono e successivamente si riconciliò con Cassandro, per ordine del quale conquistò Dime nel 314 a.C.
Poco dopo la conquista di Dime (314 a.C.), Alessandro fu assassinato a Sicione da un certo Alessione, lasciando il comando del suo esercito a sua moglie Cratesipoli.